# Olga Franko
Pour les articles homonymes, voir Franko.
Olga Fedorivna Franko (en ukrainien : Ольга Федорівна Франко) est une écrivaine ukrainienne née le 24 juillet 1896 à Viriv , raïon de Kamianka-Bouzka et décédée le 27 mars de 1987 à Lviv. créatrice du premier livre de cuisine ukrainien, elle est parfois dénommée Olga Franko Jr.

## Biographie
Olga Fedorivna Bilevich est née le 24 juillet 1896 et après avoir terminé ses études secondaires, elle travaille comme enseignante d'ukrainien dans une école de la ville de Bousk. Elle étudie cuisine à l'École Supérieure d'Agriculture de Vienne pendant deux ans. Franko appartient à la fameuse famille Bilevich. Elle se marie avec Petro Franko, devenant ainsi la belle-fille de l'activiste et poète ukrainien Ivan Franko,. Elle est souvent confondue avec sa soeur homonyme Olga Franko. On les a appelé de manière informelle "junior" et "senior" pour éviter les confusions.
Ogla Franko décède en 1987 à l'âge de 91 ans.

## Œuvres
Olga Franko  écrit Cuisine pratique (en ukranien : практична кухня), un livre publié en 1929 à Kolomyia sur des recettes de Galicie. Il a été un des premiers livres de recettes sur la cuisine ukrainiennee. Le livre a été ré-imprimé en 1991, puis à nouveau en 2019 avec un prologue de Marianna Douchar. Il contient des recettes centrées sur des plats traditionnels élaborés avec des ingrédients locaux.
En 1937, Franko publie son second livre Cuisine nationale centré sur les aspects nutritionnels de la cuisine. Dans son livre, elle encourage les maîtresses de maison à exiger des autorités locales des inspections sur la qualité des aliments.

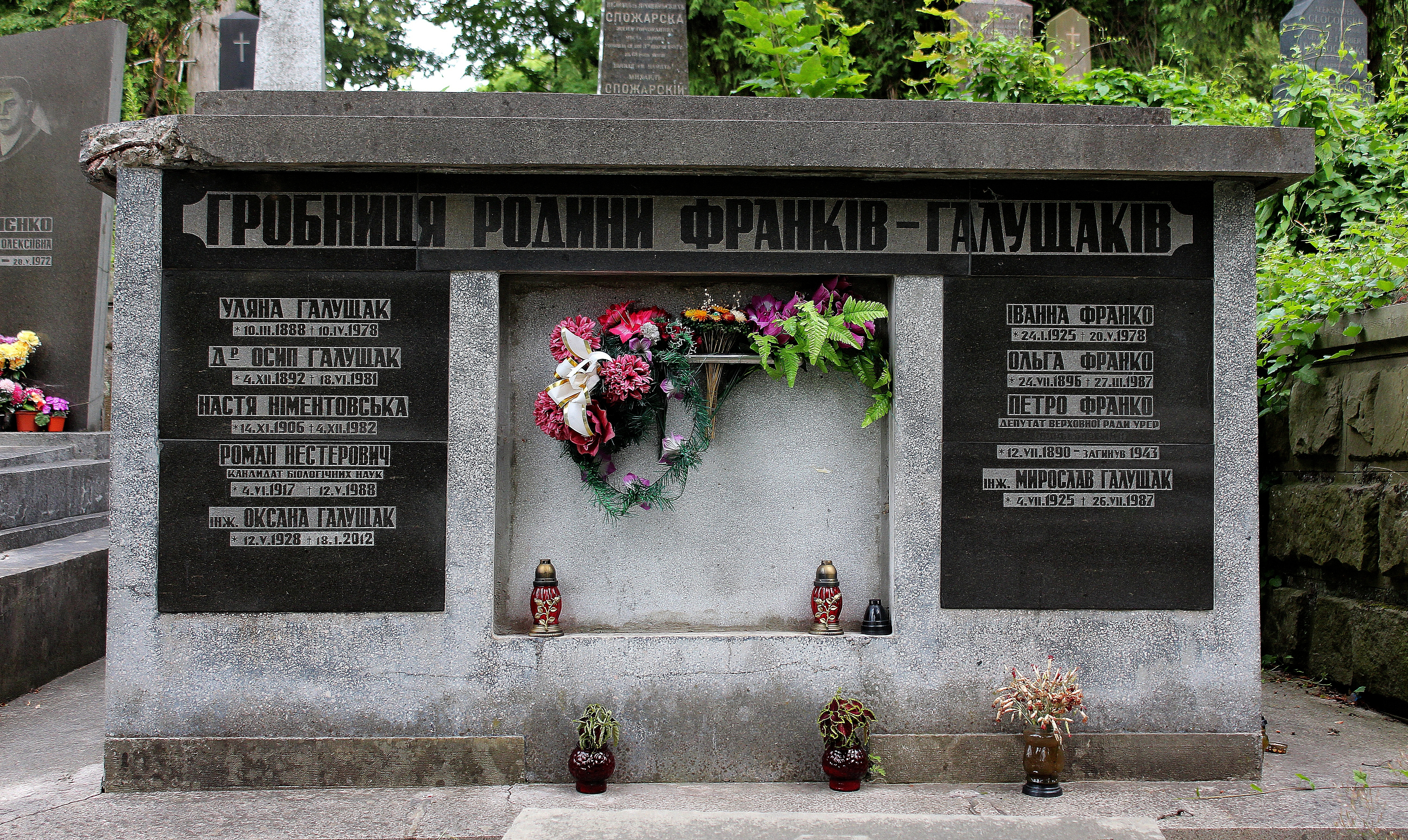
Tombe de la famille Franko-Halouchtchak, cimetière de Lytchakiv à Lviv.